# أوردينو

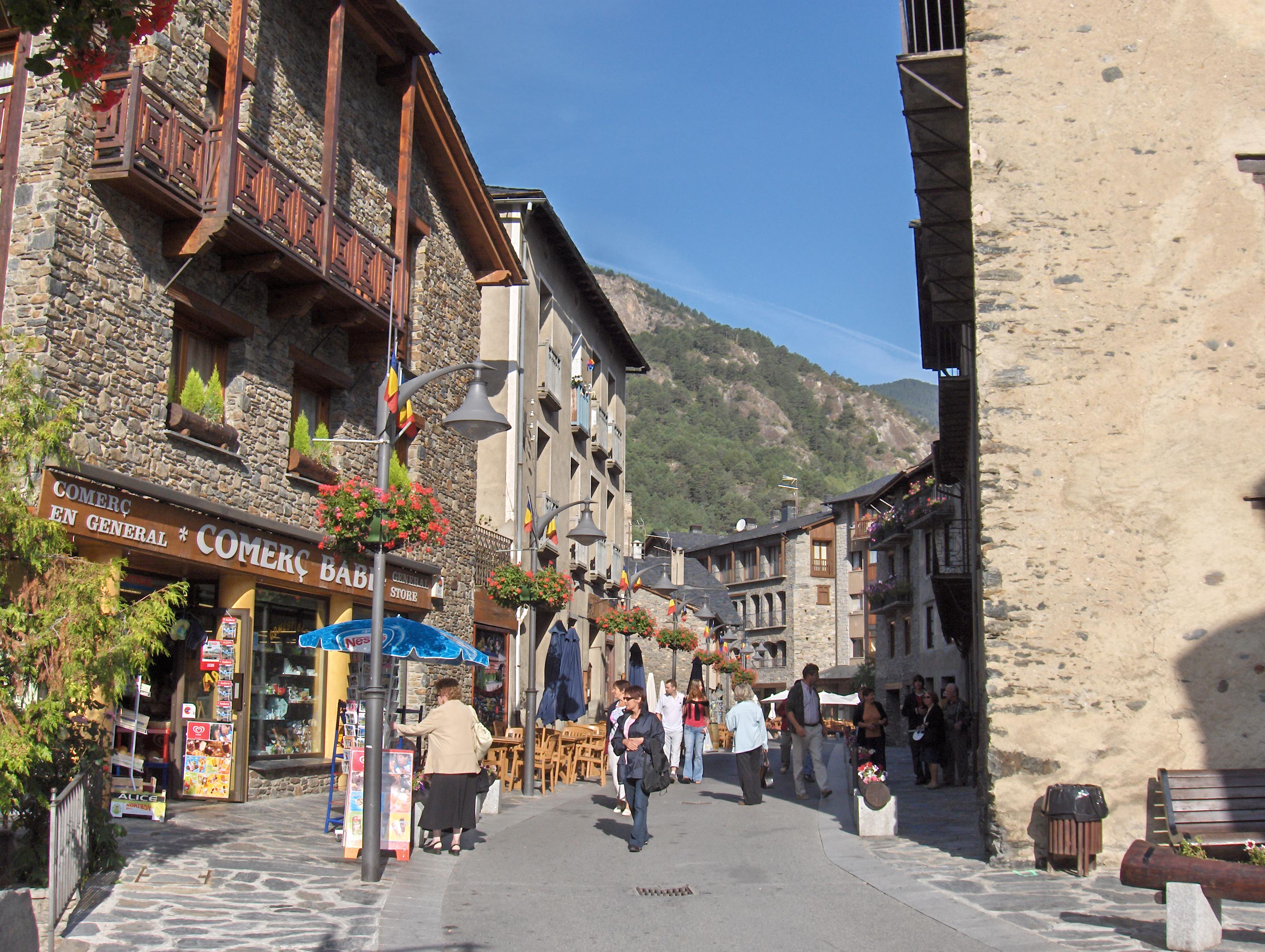
شارع أوردينو وتظهر جبال كاسامانيا في الخلفية

أوردينو هي أحد أبرشيات أندورا كما انها اسم لأكبر بلدة فيها كذلك. بلغ عدد سكانها 3,066 نسمة حسب إحصائيات عام 2005. جبال كاسامانيا ترتفع 2740 متر، حيث تملك طلة مشرفة على وسط أندورا. للأبرشية حدودا مع كلا من فرنسا وأبرشتي انكامب وكانيلو.